# Distretto di Sabandía
Il distretto di Sabandía è un distretto del Perù nella provincia di Arequipa (regione di Arequipa) con 3.699 abitanti al censimento 2007 dei quali 3.536 urbani e 163 rurali.
È stato istituito il 22 aprile 1822.